# Aeroportul Sultan Iskandar Muda
Aeroportul Sultan Iskandar Muda (IATA: BTJ, ICAO: WITT) este un aeroport din Blang Bintang⁠(d), Great Aceh⁠(d), Aceh⁠(d), Indonezia ce deservește zona Banda Aceh. Aeroportul a fost tranzitat în 2018 de 1.175.897 de pasageri. A fost deschis în 1943.
Situat la o altitudine de 20 m, aeroportul dispune de o singură pistă. Este operat de Angkasa Pura⁠(d).